# シュミット・ダニエル
シュミット・ダニエル（SCHMIDT Daniel、日本語名：矢吹 勇二〈やぶき ゆうじ〉、1992年2月3日 - ）は、アメリカ合衆国イリノイ州出身のプロサッカー選手。Jリーグ・名古屋グランパス所属。ポジションはゴールキーパー（GK）。元日本代表。

## 経歴

### プロ入り前
アメリカ合衆国・イリノイ州でドイツ系アメリカ人の父と日本人の母との間に生まれ、2歳で日本の仙台市に移った。
小学校2年でサッカーを始め、中学校3年までは守備的MFとしてプレーし足元の技術を鍛えた。東北学院中学校では体育のサッカーで素人にボールを奪われたことでサッカー部を辞め、バレーボール部に入部。数か月後に復帰し、新人戦に向けて第2GKが不在だったため、バレー部での経験を買われて兼任GKとしてトレーニングを積む。東北学院高校入学後にGKに転向。高校3年の夏、ベガルタ仙台の練習に参加し獲得オファーを受けたが、「プロで活躍しなければ意味がない」と中央大学法学部へ進学した。1年時から3年連続で川崎フロンターレに特別指定選手として登録され、リーグ戦でベンチ入りを経験。2、3年時には全日本大学選抜にも選出された。しかし大学では岡西宏祐の控えで、4年生になってからようやくレギュラーとして出場機会を得た。その後再び仙台から声がかかり、2013年8月から仙台の練習に合流、翌月の仮契約に至った。

### プロ入り後
2014年より、ベガルタ仙台へ入団。同年4月、GKに怪我人が相次いだロアッソ熊本へ1か月間の育成型期限付き移籍。移籍直後の長崎戦にてスタメン出場、Jリーグデビューを果たした。5月、期限付き移籍期間満了に伴い仙台へ復帰した。復帰後のナビスコカップ第7節神戸戦でスタメン出場、仙台で初めて公式戦に出場した。なお同シーズン終了後、チームメイトの藤村慶太とともに、スペイン南東部ムルシアの「ラマンガ・クラブ ハイパフォーマンスセンター」へ1か月間留学した。
2015年6月1日に下位に低迷していたロアッソ熊本へ再び期限付き移籍 すると才能を開花。チームの失点を大幅に減らし、ロアッソ熊本の後半戦大躍進の立役者となった。同年10月10日に入籍。12月24日に、同シーズンにJ2へ降格した松本山雅FCへの期限付き移籍が発表された。
2016年、松本ではレギュラーとして活躍。シーズン終了後に仙台への復帰が発表された。
2019年7月1日、ジュピラー・プロ・リーグ・シント＝トロイデンVVへの完全移籍が発表され、7月13日の鹿島アントラーズ戦が仙台での最後の試合となった。
2023年1月18日、JPFAアワードの2022年度ベストイレブンに選出。2月4日、KVコルトレイク戦でジュピラー・プロ・リーグ100試合出場を達成。
2023-24シーズンは、移籍市場でステップアップを目指し、リーグ・アンのFCメスへの移籍が濃厚とされていたが、直前で破談に。さらに退団に備えて浦和レッズから日本代表GK鈴木彩艶をシント＝トロイデンが補強したこともあり、8月から一度もピッチに立たず、メンバー外という状況が続いた。
2023年12月28日にシント＝トロイデンVVとの契約を解除しKAAヘントへ完全移籍することが発表された。
2025年1月6日にKAAヘントから名古屋グランパスへ完全移籍することが発表された。 なおシュミットダニエルはKAAヘントとの契約を残していたため移籍金が発生する。しかし、開幕前に右膝内側半月板を損傷して長期離脱、この負傷の影響により、一度は現役を引退した児玉剛が急遽現役に復帰している。

### 日本代表
2016年10月、日本代表候補GK合宿のメンバーに選出。
2018年8月30日、日本代表に初招集された。11月16日のキリンチャレンジカップ対ベネズエラ戦で日本代表初出場。
2019年1月、AFCアジアカップ2019に臨む日本代表に招集され、グループリーグ第3戦のウズベキスタン戦にスタメンで出場し、終了間際の枠内を捉えたミドルシュートを止めるなど活躍。試合終了後に相手チームの監督であったエクトル・クーペルから称賛されている。
2022年9月、エクアドル戦でPKを止めてチームをピンチから救いメディアのMOMに選出。Twitterのトレンドでも1位に躍り出た。
サポーターが選ぶ「メンバー入りしてほしい選手アンケート」で1位に輝くなど本戦への期待が高まる中、2022年11月、カタールワールドカップの出場メンバーに初選出された。ワールドカップのメンバーに選ばれた日本代表選手の中で歴代最長身である。しかし本大会4試合では権田修一が全試合に出場した為、出場機会を得ることは一度もなかった。
2023年3月24日、第二次森保JAPANの初陣となるウルグアイ戦でスタメンフル出場。9月12日、トルコ戦では守勢の場面でも安定したセービングを見せて勝利に貢献。

## 所属クラブ
- 2001年 八幡サッカースポーツ少年団 (仙台市立八幡小学校)
- 2002年 - 2003年 仙台スポーツシューレFC (仙台市立川前小学校)
- 2004年 - 2006年 東北学院中学校
- 2007年 - 2009年 東北学院高等学校
- 2010年 - 2013年 中央大学
  - 2010年8月 - 2012年 川崎フロンターレ (特別指定選手)
- 2014年 - 2019年7月 ベガルタ仙台
  - 2014年4月 - 同年5月  ロアッソ熊本 (育成型期限付き移籍)
  - 2015年6月 - 同年12月  ロアッソ熊本 (期限付き移籍)
  - 2016年  松本山雅FC (期限付き移籍)
- 2019年7月 - 2023年  シント＝トロイデンVV
- 2024年  KAAヘント
- 2025年 -  名古屋グランパス

## 個人成績
| 国内大会個人成績 | 国内大会個人成績   | 国内大会個人成績 | 国内大会個人成績 | 国内大会個人成績 | 国内大会個人成績 | 国内大会個人成績 | 国内大会個人成績 | 国内大会個人成績 | 国内大会個人成績 | 国内大会個人成績 | 国内大会個人成績 |
| 年度             | クラブ             | 背番号           | リーグ           | リーグ戦         | リーグ戦         | リーグ杯         | リーグ杯         | オープン杯       | オープン杯       | 期間通算         | 期間通算         |
| 年度             | クラブ             | 背番号           | リーグ           | 出場             | 得点             | 出場             | 得点             | 出場             | 得点             | 出場             | 得点             |
| 日本             | 日本               | 日本             | 日本             | リーグ戦         | リーグ戦         | リーグ杯         | リーグ杯         | 天皇杯           | 天皇杯           | 期間通算         | 期間通算         |
| ---------------- | ------------------ | ---------------- | ---------------- | ---------------- | ---------------- | ---------------- | ---------------- | ---------------- | ---------------- | ---------------- | ---------------- |
| 2014             | 仙台               | 16               | J1               | 0                | 0                | 0                | 0                | -                | -                | 0                | 0                |
| 2014             | 熊本               | 31               | J2               | 4                | 0                | -                | -                | -                | -                | 4                | 0                |
| 2014             | 仙台               | 16               | J1               | 0                | 0                | 1                | 0                | 0                | 0                | 1                | 0                |
| 2015             | 仙台               | 16               | J1               | 0                | 0                | 0                | 0                | -                | -                | 0                | 0                |
| 2015             | 熊本               | 41               | J2               | 26               | 0                | -                | -                | 2                | 0                | 28               | 0                |
| 2016             | 松本               | 1                | J2               | 41               | 0                | -                | -                | 1                | 0                | 42               | 0                |
| 2017             | 仙台               | 1                | J1               | 20               | 0                | 4                | 0                | 0                | 0                | 24               | 0                |
| 2018             | 仙台               | 1                | J1               | 18               | 0                | 1                | 0                | 3                | 0                | 22               | 0                |
| 2019             | 仙台               | 1                | J1               | 19               | 0                | 2                | 0                | 0                | 0                | 21               | 0                |
| ベルギー         | ベルギー           | ベルギー         | ベルギー         | リーグ戦         | リーグ戦         | リーグ杯         | リーグ杯         | ベルギー杯       | ベルギー杯       | 期間通算         | 期間通算         |
| 2019-20          | シント＝トロイデン | 21               | ジュピラー       | 20               | 0                | -                | -                | 2                | 0                | 22               | 0                |
| 2020-21          | シント＝トロイデン | 21               | ジュピラー       | 24               | 0                | -                | -                | 0                | 0                | 24               | 0                |
| 2021-22          | シント＝トロイデン | 21               | ジュピラー       | 31               | 0                | -                | -                | 0                | 0                | 31               | 0                |
| 2022-23          | シント＝トロイデン | 21               | ジュピラー       | 31               | 0                | -                | -                | 2                | 0                | 33               | 0                |
| 2023-24          | シント＝トロイデン | 21               | ジュピラー       | 4                | 0                | -                | -                | -                | -                | 4                | 0                |
| 2023-24          | ヘント             | 16               | ジュピラー       | 8                | 0                | -                | -                | 1                | 0                | 9                | 0                |
| 2024-25          | ヘント             | 16               | ジュピラー       | 1                | 0                | -                | -                | 0                | 0                | 1                | 0                |
| 日本             | 日本               | 日本             | 日本             | リーグ戦         | リーグ戦         | リーグ杯         | リーグ杯         | 天皇杯           | 天皇杯           | 期間通算         | 期間通算         |
| 2025             | 名古屋             | 1                | J1               |                  |                  | 1                | 0                |                  |                  |                  |                  |
| 通算             | 日本               | 日本             | J1               | 57               | 0                | 9                | 0                | 3                | 0                | 68               | 0                |
| 通算             | 日本               | 日本             | J2               | 71               | 0                | -                | -                | 3                | 0                | 74               | 0                |
| 通算             | ベルギー           | ベルギー         | ジュピラー       | 118              | 0                | -                | -                | 5                | 0                | 123              | 0                |
| 総通算           | 総通算             | 総通算           | 総通算           | 246              | 0                | 9                | 0                | 11               | 0                | 265              | 0                |

- 2010年 - 2012年は特別指定選手（川崎、出場無し）

その他の公式戦
- 2016年
  - J1昇格プレーオフ 1試合0得点
- 2024年
  - ベルギーリーグ・プレーオフ 1試合0得点

- Jリーグ初出場 - 2014年4月26日 J2第9節 対V・ファーレン長崎（うまかな・よかなスタジアム）

## 代表歴

### 出場大会
- 日本代表
  - 2018年 - キリンチャレンジカップ
  - 2019年 - AFCアジアカップ2019
  - 2022年 - キリンチャレンジカップ
  - 2022年 - 2022 FIFAワールドカップ
  - 2023年 - キリンチャレンジカップ

### 試合数
- 国際Aマッチ 14試合 0得点（2018年 - ）

| 日本代表 | 国際Aマッチ | 国際Aマッチ |
| 年       | 出場        | 得点        |
| -------- | ----------- | ----------- |
| 2018     | 1           | 0           |
| 2019     | 4           | 0           |
| 2020     | 2           | 0           |
| 2021     | 0           | 0           |
| 2022     | 4           | 0           |
| 2023     | 3           | 0           |
| 通算     | 14          | 0           |

### 出場
| No. | 開催日         | 開催都市         | スタジアム                         | 対戦国               | 結果 | 監督   | 大会                       |
| --- | -------------- | ---------------- | ---------------------------------- | -------------------- | ---- | ------ | -------------------------- |
| 1.  | 2018年11月16日 | 大分             | 大分スポーツ公園総合競技場         | ベネズエラ           | △1-1 | 森保一 | キリンチャレンジカップ2018 |
| 2.  | 2019年1月17日  | アル・アイン     | シェイク・ハリーファ国際スタジアム | ウズベキスタン       | ○2-1 | 森保一 | AFCアジアカップ2019        |
| 3.  | 2019年3月26日  | 神戸             | ノエビアスタジアム神戸             | ボリビア             | ○1-0 | 森保一 | キリンチャレンジカップ2019 |
| 4.  | 2019年6月5日   | 豊田             | 豊田スタジアム                     | トリニダード・トバゴ | △0-0 | 森保一 | キリンチャレンジカップ2019 |
| 5.  | 2019年6月9日   | 利府             | ひとめぼれスタジアム宮城           | エルサルバドル       | ○2-0 | 森保一 | キリンチャレンジカップ2019 |
| 6.  | 2020年10月13日 | ユトレヒト       | スタディオン・ハルヘンワールト     | コートジボワール     | ○1-0 | 森保一 | 国際親善試合               |
| 7.  | 2020年11月17日 | グラーツ         | メルクーア・アレーナ               | メキシコ             | ●0-2 | 森保一 | 国際親善試合               |
| 8.  | 2022年6月2日   | 札幌             | 札幌ドーム                         | パラグアイ           | ○4-1 | 森保一 | キリンチャレンジカップ2022 |
| 9.  | 2022年6月14日  | 大阪             | パナソニックスタジアム吹田         | チュニジア           | ●0-3 | 森保一 | キリンカップサッカー2022   |
| 10. | 2022年9月23日  | デュッセルドルフ | デュッセルドルフ・アレーナ         | アメリカ合衆国       | ○2-0 | 森保一 | キリンチャレンジカップ2022 |
| 11. | 2022年9月27日  | デュッセルドルフ | デュッセルドルフ・アレーナ         | エクアドル           | △0-0 | 森保一 | キリンチャレンジカップ2022 |
| 12. | 2023年3月24日  | 新宿             | 国立競技場                         | ウルグアイ           | △1-1 | 森保一 | キリンチャレンジカップ2023 |
| 13. | 2023年3月28日  | 大阪             | ヨドコウ桜スタジアム               | コロンビア           | ●1-2 | 森保一 | キリンチャレンジカップ2023 |
| 14. | 2023年9月12日  | ヘンク           | セゲカ・アレーナ                   | トルコ               | ○4-2 | 森保一 | キリンチャレンジカップ2023 |

## タイトル

### クラブ
ベガルタ仙台
- 天皇杯 JFA 第98回全日本サッカー選手権大会：準優勝

### 代表
- AFCアジアカップ2019：準優勝

### 個人
- JPFAアワード（JPFA）・ベストイレブン：1回（2022年）